# Llista de municipis d'Ourense

Mapa municipal d'Ourense

Llista de municipis de la província d'Ourense:
| Nom                      | Població (2002) |
| ------------------------ | --------------- |
| Allariz                  | 5.151           |
| Amoeiro                  | 2.330           |
| A Arnoia                 | 1.255           |
| Avión                    | 2.822           |
| Baltar                   | 1.236           |
| Bande                    | 2.444           |
| Baños de Molgas          | 2.157           |
| Barbadás                 | 6.908           |
| O Barco de Valdeorras    | 13.295          |
| Beade                    | 607             |
| Beariz                   | 1.503           |
| Os Blancos               | 1.213           |
| Boborás                  | 3.335           |
| A Bola                   | 1.542           |
| O Bolo                   | 1.345           |
| Calvos de Randín         | 1.246           |
| Carballeda de Avia       | 1.600           |
| Carballeda de Valdeorras | 2.212           |
| O Carballiño             | 12.733          |
| Cartelle                 | 3.773           |
| Castrelo de Miño         | 2.095           |
| Castrelo do Val          | 1.298           |
| Castro Caldelas          | 1.895           |
| Celanova                 | 6.012           |
| Cenlle                   | 1.642           |
| Coles                    | 3.206           |
| Cortegada                | 1.467           |
| Cualedro                 | 2.405           |
| Chandrexa de Queixa      | 865             |
| Entrimo                  | 1.424           |
| Esgos                    | 1.304           |
| Gomesende                | 1.137           |
| A Gudiña                 | 1.657           |
| O Irixo                  | 2.133           |
| Larouco                  | 584             |
| Laza                     | 1.927           |
| Leiro                    | 2.005           |
| Lobeira                  | 1.247           |
| Lobios                   | 2.670           |
| Maceda                   | 3.346           |
| Manzaneda                | 1.204           |
| Maside                   | 3.206           |
| Melón                    | 1.533           |
| A Merca                  | 2.404           |
| A Mezquita               | 1.510           |
| Montederramo             | 1.221           |
| Monterrei                | 3.364           |
| Muíños                   | 2.014           |
| Nogueira de Ramuín       | 2.566           |
| Oímbra                   | 2.015           |
| Ourense                  | 109.011         |
| Paderne de Allariz       | 1.674           |
| Padrenda                 | 2.629           |
| Parada de Sil            | 858             |
| O Pereiro de Aguiar      | 5.327           |
| A Peroxa                 | 2.561           |
| Petín                    | 1.125           |
| Piñor                    | 1.560           |
| A Pobra de Trives        | 2.807           |
| Pontedeva                | 684             |
| Porqueira                | 1.168           |
| Punxín                   | 974             |
| Quintela de Leirado      | 907             |
| Rairiz de Veiga          | 1.834           |
| Ramirás                  | 2.079           |
| Ribadavia                | 5.447           |
| Riós                     | 2.132           |
| A Rúa                    | 5.139           |
| Rubiá                    | 1.767           |
| San Amaro                | 1.462           |
| San Cibrao das Viñas     | 3.691           |
| San Cristovo de Cea      | 3.144           |
| San Xoán de Río          | 949             |
| Sandiás                  | 1.665           |
| Sarreaus                 | 1.876           |
| Taboadela                | 1.744           |
| A Teixeira               | 569             |
| Toén                     | 2.578           |
| Trasmiras                | 1.880           |
| A Veiga                  | 1.387           |
| Verea                    | 1.450           |
| Verín                    | 13.475          |
| Viana do Bolo            | 3.826           |
| Vilamarín                | 2.253           |
| Vilamartín de Valdeorras | 2.467           |
| Vilar de Barrio          | 2.023           |
| Vilar de Santos          | 1.001           |
| Vilardevós               | 2.823           |
| Vilariño de Conso        | 798             |
| Xinzo de Limia           | 9.842           |
| Xunqueira de Ambía       | 2.032           |
| Xunqueira de Espadanedo  | 1.087           |